# نانجالا نيابولا
نانجالا نيابولا كاتبة ومحللة سياسية وناشطة كينية تقيم في نيروبي ، كينيا.  
تكتب نيابولا على نطاق واسع عن المجتمع الأفريقي والسياسة والتكنولوجيا والقانون الدولي والنسوية في المنشورات الأكاديمية وغير الأكاديمية. وُصف كتابها الأول "الديمقراطية الرقمية والسياسة التناظرية: كيف يحول عصر الإنترنت كينيا" ( Zed Books ، 2018) بأنه "كتاب يجب على جميع الباحثين والصحفيين الذين يكتبون عن كينيا اليوم قراءته". 
حصلت نيابولا على منحة رودس في كلية هاريس مانشستر ، جامعة أكسفورد في عام 2009،  وكانت جزءًا من مجموعة عام 2017 الافتتاحية لزملاء السياسة الخارجية المتقطعة ،  وكانت زميلة برنامج لوجان غير الخيالي لعام 2017 في معهد كاري للخير العالمي . 
تشغل نيابولا منصب عضو مجلس إدارة منظمة امنيستي الدولية في كينيا. 

## التعليم
حصلت نيابولا على درجات متعددة في السياسة والقانون: 
- بكالوريوس في الدراسات الأفريقية والعلوم السياسية، جامعة برمنجهام
- ماجستير في الهجرة القسرية، جامعة أكسفورد
- ماجستير في الدراسات الأفريقية، جامعة أكسفورد
- دكتوراه في القانون من كلية الحقوق بجامعة هارفارد
- فصل دراسي للتبادل: معهد جنيف للدراسات العليا . [14]

## الصحافة
تكتب نيابولا على نطاق واسع عن المجتمع والسياسة في أفريقيا، وخاصة كينيا، إلى جانب مناقشات حول التكنولوجيا والقانون الدولي والنسوية. وقد ظهرت أعمالها في منشورات ومنافذ إعلامية بما في ذلك African Arguments ،  Al Jazeera ،  Financial Times ،  Foreign Affairs ،  Foreign Policy ،  The Guardian ،  New African ،  The New Humanitarian ،  The New Inquiry ،  New Internationalist ،  OkayAfrica  و World Policy Journal . 
أثار مقالها الذي نشرته على قناة الجزيرة عام 2014 بعنوان "لماذا تخطئ وسائل الإعلام الغربية في تصوير أفريقيا؟"  الكثير من النقاش،        بما في ذلك على خدمة بي بي سي العالمية  وفي مقرر دراسي لجامعة ماكجيل عام 2014 حول التمثيل الغربي لأفريقيا في وسائل الإعلام والثقافة الشعبية. 
تم اختيار مقالتها الرأي المنشورة في صحيفة الجارديان عام 2010 بعنوان "لماذا، باعتباري أفريقية، حصلت على منحة رودس"  كواحدة من أفضل 5 أعمدة يوم الأربعاء في مجلة ذا أتلانتيك . 

## الخطابة العامة

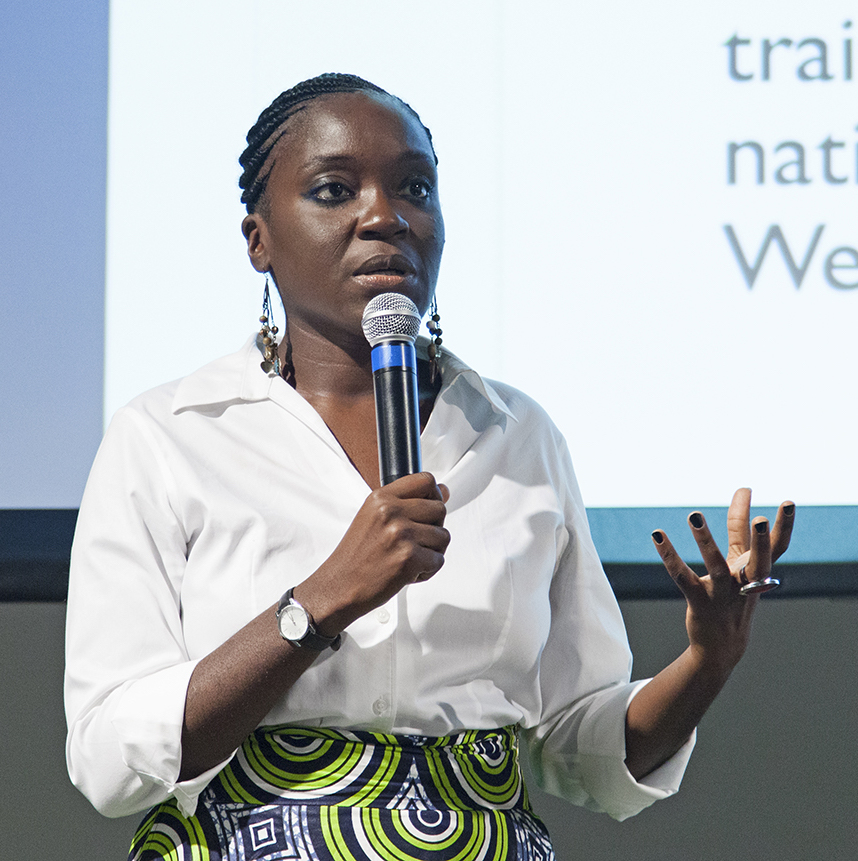
نيابولا في مختبر Disruption Network في برلين ، 2018

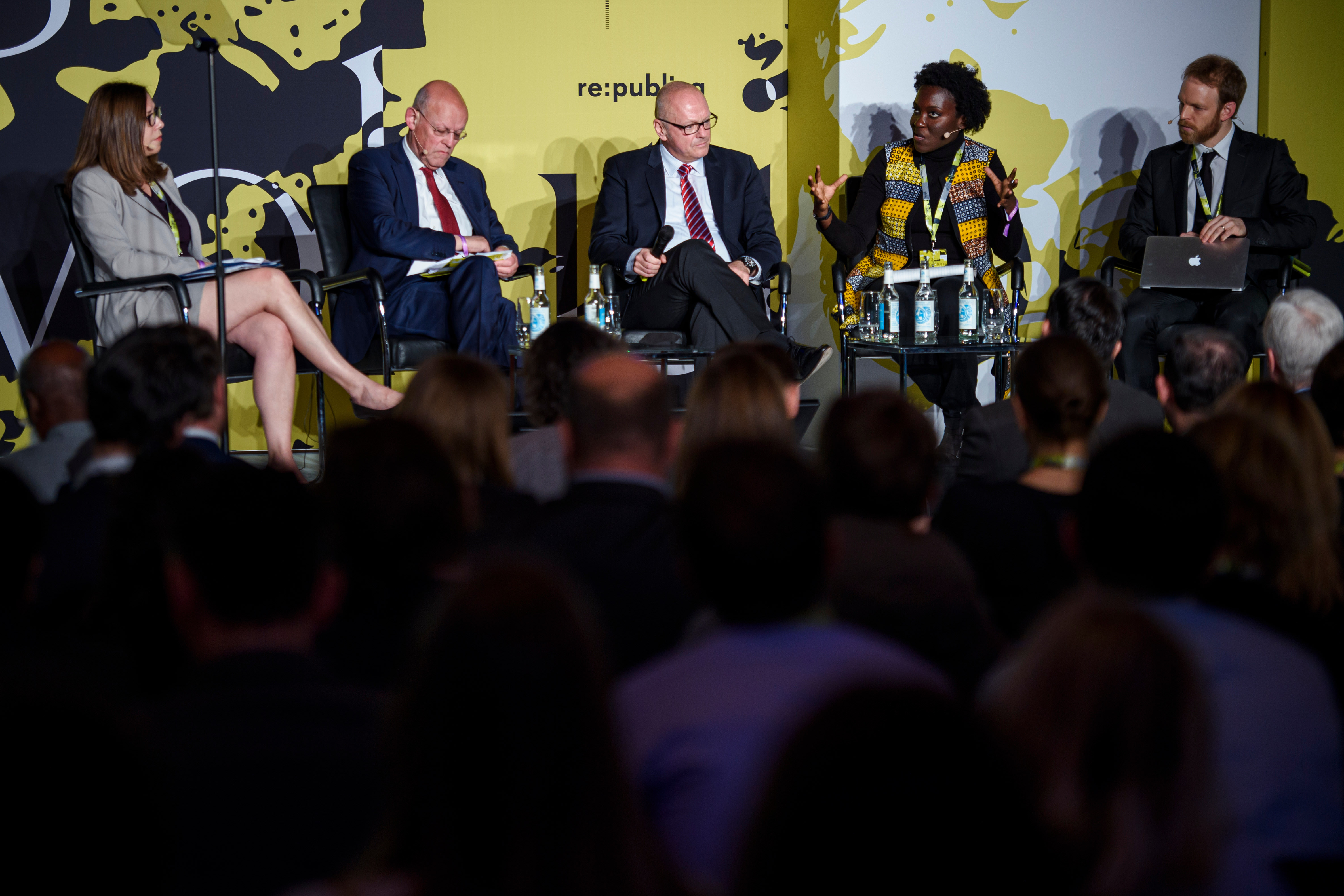
لورا روزنبرغر ، أوري روزنتال ، أندرياس ميكايليس ، نانجالا نيابولا، أوليفر ديلا كوستا ستوينكل في عام 2019

نيابولا هو أحد المساهمين الدائمين في خدمة بي بي سي العالمية، وخاصة فيما يتعلق بالقضايا المتعلقة بالسياسة والتكنولوجيا الكينية.     
وهي متحدثة غزيرة الإنتاج في الجامعات بما في ذلك مناقشات السياسة الأفريقية، وخاصة كينيا، والهجرة، والنسوية، والرقمية في جامعة إدنبرة ،  كلية الدراسات الشرقية والإفريقية ،   جامعة ستانفورد . 
كان نيابولا متحدثًا مدعوًا في العديد من المؤتمرات الدولية حول سياسات العالم الرقمي، بما في ذلك re:publica 2018  و2019،  ومنتدى حرية الإنترنت في أفريقيا لعام 2018،  و RightsCon لعام 2019 في تونس.  ألقت الكلمة الافتتاحية في مؤتمر جمعية باحثي الإنترنت لعام 2022. 

## أعمال

### كتب
- 2020: السفر وأنت أسود: مقالات مستوحاة من حياة التنقل - مجموعة من المقالات نشرتها دار هيرست للنشر ،. [53] تحلل المقالات التجربة المتطرفة للسفر باعتبارها "امرأة أفريقية سوداء متنقلة من الطبقة المتوسطة" [54] وتتخللها "قصص شخصية ذكية ومؤثرة ومزعجة ومؤلمة في المقابل". [55] حظي الكتاب باستقبال إيجابي وتم عرضه في الملحق الأدبي لصحيفة التايمز [54] و NPR [56] وغيرها. تكتب رانكا بريموراك أن الكتاب "يحتوي على أشياء حادة وعاجلة حول العنصرية في أمريكا، وكراهية الأجانب في أفريقيا، ومستقبل الحركة القومية الأفريقية". [55]
- 2018: الديمقراطية الرقمية والسياسة التناظرية: كيف يعمل عصر الإنترنت على تحويل السياسة في كينيا تم نشره بواسطة Zed Books . [57] وقد وصفت مراجعة في مجلة African Studies Quarterly الكتاب بأنه "سرد منعش للغاية ومبتكر ووصفي يلقي الضوء على كينيا المعاصرة، ويسلط الضوء على تأثير التكنولوجيا على أنظمتها السياسية والاجتماعية". [54] وقد حظي الكتاب بمراجعات إيجابية من مجلة LSE Review of Books ، [58] Duncan Green ، [59] وBusiness Daily Africa ، [60] وبرنامج Between the Lines podcast من معهد دراسات التنمية [61] وبرنامج Africa Oxford Initiative podcast في جامعة أكسفورد. [62] ألقى نيابولا محاضرات حول كتبه في العديد من الجامعات بما في ذلك مركز بيركمان كلاين للإنترنت والمجتمع في جامعة هارفارد ، [63] وجامعة ويتواترسراند ، [64] وكلية الشؤون الدولية والعامة بجامعة كولومبيا ، [65] ومركز جامعة ستانفورد للعمل الخيري والمجتمع المدني [66] وجامعة كامبريدج . [67] تم الاستشهاد بالكتاب في مقالة في صحيفة فاينانشال تايمز حول النضال من أجل السيطرة على الثورة الرقمية في أفريقيا. [68]
- 2018 : أين توجد النساء: النوع الاجتماعي والانتخابات الكينية لعام 2017 (تم تحريره بالاشتراك مع ماري إيمانويل بومرول ) تم نشره بواسطة مؤسسة هاينريش بول وشركة تواويزا كوميونيكيشنز المحدودة . [69]

### فصول الكتاب
- "الشهادة كنص: الضعف الأدائي وحدود النهج القانوني لحماية اللاجئين". في كتاب "النساء الأفريقيات تحت النار: الخطابات الأدبية في الحرب والصراع"، الذي نشرته دار رومان آند ليتل فيلد للنشر عام 2017. [70]
- "وجهات نظر وسائل الإعلام: وسائل التواصل الاجتماعي والسرديات الجديدة: الكينيون يردون على التغريدات". فصل في كتاب صورة أفريقيا الإعلامية في القرن الحادي والعشرين: من "قلب الظلام" إلى "صعود أفريقيا"، الذي نشرته دار روتليدج للنشر عام 2016

### أوراق
- نيابولا، نانجالا. "النسوية الكينية في العصر الرقمي". مجلة دراسات المرأة الفصلية ، المجلد. 46، رقم 3 و4، 2018، ص 261-272. جيستور ، https //www.jstor.org/stable/26511346. تم الوصول إليه في 7 يونيو 2024.

## روابط خارجية
- الموقع الرسمي
- Nanjala1على تويتر.
- Nanjala Nyabola on Medium